# Ayn al-Basha
Ayn al-Basha (en árabe, عين الباشا) es una ciudad en la gobernación de Balqa', en Jordania. Tiene una población de 60.191 habitantes (censo de 2015). Se encuentra a 20 km al norte de Amán.